# Сандра Решић
Сандра Решић (Београд,13. јануар 1988) српска је фолк певачица која се прославила учешћем у такмичењу Звезде Гранда. Њен отац је певач Нино Решић. Завршила је глуму и новинарство на Факултету за глуму и медије,а поред српског говори и италијански језик. Такмичила се у ријалити програму Задруга.

## Дискографија

### Синглови
- Жена 21. века (2018)[2]
- Позитивно луда (2018)
- Због нас (2018)
- Прежалићу (2019)
- И пусти (2019)
- Мене не занима (2019)
- Део прошлости (2022)
- Прерано (2022)
- Кубана (2023)
- Лажни краљу (2023)
- Бараба (2023)
- Ето (2024)
- Друга жена (2024)